# Al Silvani
Al Silvani (Nueva York, 26 de marzo de 1910-Los Angeles, 10 de enero de 1996) fue un entrenador de boxeo y actor estadounidense. Siendo uno de los entrenadores más reconocidos, Silvani entrenó a más de veinte campeones mundiales, incluyendo a Jake LaMotta, Henry Armstrong, Carmen Basilio, Fritzie Zivic, Pone Kingpetch, Rocky Graziano, Rocky Marciano, Ingemar Johansson y Lou Ambers. 
Después de haber sido boxeador por un breve periodo, Silvani decidió que quería ser entrenador y comenzó como ayudante de Whitey Bimstein, el entrenador de Rocky Graziano. Al mismo tiempo, entrenaba boxeadores principiantes. Durante los años 1940, un entonces desconocido Frank Sinatra se acercó a Silvani pidiéndole que le enseñara a boxear. Silvani consideraba que Sinatra tenía potencial como boxeador, pero le sugirió que se alejara del ring: «Un golpe en la nuez de Adán chico y te despides de tu carrera como cantante», le advirtió. Un día, Sinatra le pidió que hablara con sus contactos en el boxeo para que lo dejaran cantar el himno en el Madison Square Garden, a lo que Silvani respondió: «¿Por qué no? Alguien tiene que cantarlo». Posteriormente, Silvani se transformó en amigo y guardaespaldas del cantante.
Sinatra iba a ayudar a Silvani a conseguir breves papeles en películas. Tuvo una amplia carrera en la industria del cine, doble de riesgo y como consultor técnico. Frente a las cámaras, tuvo participaciones en filmes como De aquí a la eternidad (1953), Ocean's Eleven (1960), Cuatro gángsters de Chicago (1964), Ruta suicida (1977), Every Which Way but Loose (1978), Locos de remate (1980) y las primeras tres entregas de Rocky (1976, 1979 y 1982).
Silvani preparó a Al Pacino para su papel como piloto en Bobby Deerfield (1977), siendo conocidos durante el rodaje como «Big Al and Little Al» (el gran Al y el pequeño Al). También entrenó a Paul Newman para el papel de Rocky Graziano en Somebody Up There Likes Me (1956) y a Robert De Niro para el papel de Jake LaMotta en Toro salvaje (1980).